# Conley (Automobilhersteller)
Conley war ein US-amerikanischer Hersteller von Automobilen.

## Unternehmensgeschichte
G. C. Conley aus Chicago in Illinois stellte 1914 einige Automobile her. Der Markenname lautete Conley. Insgesamt entstanden nur wenige Fahrzeuge.

## Fahrzeuge
Die Fahrzeuge hatten eine gewisse Ähnlichkeit mit Cyclecars. Dies bezog sich insbesondere auf die geringe Spurweite von 96,5 cm und die beiden hintereinander angeordneten Sitze. Das Fahrgestell hatte 254 cm Radstand. Trotz der Schmalspur hatte die Hinterachse ein Differenzial.
Die weiteren Details entsprachen dagegen nicht den Cyclecars. Der Vierzylindermotor war wassergekühlt. Er hatte 2016 cm³ Hubraum und lag damit deutlich über dem Hubraumlimit für Cyclecars, das bei 1100 cm³ lag. Die Motorleistung wurde über ein Zweiganggetriebe und eine Kardanwelle an die Hinterachse übertragen. Ungewöhnlich war eine verstellbare Lenksäule.
Der Neupreis betrug 375 US-Dollar. Zum Vergleich: Das Ford Modell T kostete als Zweisitzer mindestens 440 Dollar.